# 庭甫堤紀念碑
23°47′11″N 120°31′44″E / 23.786419°N 120.528892°E
庭甫堤紀念碑，位於臺灣雲林縣莿桐鄉四合村庭甫堤，為紀念1961年興建此堤防的中華民國陸軍上尉徐庭甫。

## 由來
八七水災後，1960年，國軍力行總隊在災區開始興建堤防。原屬陸軍預備第七師第二十團第二營上尉訓練官的徐庭甫，暫調力行總隊第二大隊第六中隊兼上尉中隊長以協建莿桐鄉四合村濁水溪麻園段橫堤。徐庭甫為河北省滄縣人，隻身到臺灣，當時僅卅多歲。1961年7月1日清晨，徐庭甫留下遺書後於工地舉槍自盡。據當年擔任陸軍供應司令部勞役隊長的張有富回憶，當時他對面宿舍突傳出槍響，大夥衝出去看才發現徐庭甫舉槍自盡。遺書「工作不能完成，實在對不起國家、長官和老百姓。這是我的無能，不是工作人員不努力，我再沒有辦法見人了」。四合村長廖西平表示，聽老一輩村民說，是因徐庭甫趕工時遇到颱風影響工程進度，所以飲彈自盡。
2個月後，徐庭甫長官、力行總隊長吳吞上校，在徐庭甫修築堤防立2尺高的碑，親自撰寫碑文「此一知恥負責之精神，不忍湮沒，爰君名為堤名」。年久，徐庭甫當時修築過程等資料都已遺失。如當地人吳育仁說長大出外求學，查遍各圖書館文獻卻找不到相關文獻。

## 祭典
紀念碑隱匿在荒煙蔓草中遺忘多年，直到2012年水利署第四河川局改善堤防環境綠美化工程，才又被發現。國防部採納四合村長廖西平對紀念碑應公開表揚的建議，撥修建款配合第四河川局改善環境美化。該年2012年中元節，國防部首度舉行祭典。當天第五作戰區指揮官中將趙克達來紀念碑主持祭典時，未能出席的吳育仁則請助理將寫有「向偉大濁水溪抗洪勇士敬禮」巨幅布幕由15號觀測台頂端垂降而下。2013年10月4日，庭甫堤重修完成。
之後地方與軍方並在清明節及九三軍人節舉辦春、秋祭典。如2021年九三軍人節由陸軍砲兵部隊測考中心少將指揮官莊有凱擔任主祭、莿桐鄉長林靖焜與鄰近多位村長、村民陪祭。